# Karangtalok
Karangtalok is een bestuurslaag in het regentschap Pemalang van de provincie Midden-Java, Indonesië. Karangtalok telt 5161 inwoners (volkstelling 2010).